# نایدرستاینباخ
نایدرستاینباخ (به آلمانی: Niedersteinebach) یک شهر در آلمان است که در راینلاند-فالتس واقع شده‌است.

## خصوصیات
نایدرستاینباخ ۱۷۱ نفر جمعیت دارد.